# Anurapteryx ribbei
Anurapteryx ribbei is een vlinder uit de familie van de Sematuridae. De wetenschappelijke naam van de soort is voor het eerst geldig gepubliceerd in 1891 door Druce.